# Remigia persinuosa
Remigia persinuosa är en fjärilsart som beskrevs av George Francis Hampson 1910. Remigia persinuosa ingår i släktet Remigia och familjen nattflyn. Inga underarter finns listade.